# Amblyderus bigibber
Amblyderus bigibber es una especie de coleóptero de la familia Anthicidae.

## Distribución geográfica
Habita en Sri Lanka.